# テクマトリックス
テクマトリックス株式会社は、東京都港区に本社を置く、ネットワークインテグレーターである。JPX日経中小型株指数の構成銘柄の一つ。
ネットワーク・インテグレーション、e-Businessアプリケーション、金融/医療/テレコム（電気通信事業者）向けソリューションの3分野を軸に事業展開を行っている。

## 沿革
- 1984年8月 - ニチメン株式会社（現双日株式会社）の営業部門の戦略子会社として東京都中央区にニチメンデータシステム株式会社を設立。
- 1988年3月 - 大阪営業所を開設。
- 1989年7月 - 本社を東京都台東区に移転。
- 1996年12月 - 業務パッケージ事業に参入。CRMパッケージ「FastHelp」を自社開発し販売。
- 1998年10月 - DICOM対応医用画像サーバ「Secured DICOM Server（現 SDS Image Server）」を自社開発し販売。
- 2000年11月 - 社名をテクマトリックス株式会社へと変更。
- 2005年
  - 2月 - ジャスダック証券取引所に上場。
  - 7月 - 本社を東京都港区高輪に移転。
- 2007年
  - 8月 - 合同会社医知悟を設立。
  - 9月 - 本社御殿山分室を開設。
- 2009年8月 - 株式会社カサレアルを完全子会社化。
- 2010年
  - 6月 - 東京証券取引所市場第二部に上場。
  - 7月 - 名古屋営業所を開設。
- 2013年2月 - 東京証券取引所市場第一部に指定。
- 2014年3月 - クロス・ヘッド株式会社、沖縄クロス・ヘッド株式会社を完全子会社化。
- 2015年5月 - 本社・本社御殿山を東京都港区三田に統合移転。
- 2016年11月 - 大阪支店を西日本支店と改称して移転。
- 2018年
  - 1月 - 株式会社NOBORIを設立。
  - 4月 - タイ・バンコクに駐在員事務所設立。
- 2019年11月 - 山崎情報設計株式会社を連結子会社化。
- 2020年10月 - 九州営業所を開設。
- 2022年
  - 2月 - PSP株式会社の株式を取得し同社を連結子会社化。
  - 4月 - PSP株式会社を吸収合併存続会社とし、PSP株式会社と株式会社NOBORIを事業統合。
  - 12月 - 本社を東京都港区港南に移転。
- 2023年
  - 4月 - タイに現地法人TechMatrix Asiaを設立。
  - 7月 - アレクシアフィンテック株式会社を完全子会社化。
- 2024年11月 - Firmus Sdn. Bhd. の全株式を取得し完全子会社化。
- 2025年
  - 4月 - 株式会社A-Lineを完全子会社化。
  - 7月 - 名古屋営業所を中部営業所と改称。

## 事業所
- 東京本社
- 西日本支店
- 中部営業所
- 九州営業所
- バンコク駐在員事務所

東京都港区港南1-2-70 品川シーズンテラス 24F
大阪市北区中之島2丁目2番7号 中之島セントラルタワー2 3F
愛知県名古屋市中村区名駅4丁目4−10 名古屋クロスコートタワー 8F
福岡県福岡市博多区博多駅前3丁目30番26号 中央博多駅前ビル 3F
591 Sukhumvit 33, Klongtan Nua ,Wattana, Bangkok 10110

## 関係会社
- PSP株式会社
- 合同会社医知悟
- 株式会社A-Line
- クロス・ヘッド株式会社
- OCH株式会社
- 株式会社カサレアル
- アレクシアフィンテック株式会社
- TechMatrix Asia Co., Ltd
- Firmus Sdn.Bhd.

## 主要代理店製品
- F5ネットワークス
- アラクサラネットワークス
- RSAセキュリティ
- McAfee
- パロアルトネットワークス
- アイシロン・システムズ
- C++TEST